# Liste der Biografien/Mulc
Liste der Biografien |
Portal Biografien |
Personensuche
# |
A |
B |
C |
D |
E |
F |
G |
H |
I |
J |
K |
L |
M |
N |
O |
P |
Q |
R |
S |
T |
U |
V |
W |
X |
Y |
Z |
?
 
Ma |
Mb |
Mc |
Md |
Me |
Mf |
Mg |
Mh |
Mi |
Mj |
Mk |
Ml |
Mm |
Mn |
Mo |
Mp |
Mq |
Mr |
Ms |
Mt |
Mu |
Mv |
Mw |
Mx |
My |
Mz
 
Mua |
Mub |
Muc |
Mud |
Mue |
Muf |
Mug |
Muh |
Mui |
Muj |
Muk |
Mul |
Mum |
Mun |
Muo |
Mup |
Muq |
Mur |
Mus |
Mut |
Muu |
Muv |
Muw |
Mux |
Muy |
Muz
 
Mula |
Mulb |
Mulc |
Muld |
Mule |
Mulf |
Mulg |
Mulh |
Muli |
Mulj |
Mulk |
Mull |
Mulm |
Muln |
Mulo |
Mulr |
Muls |
Mult |
Mulu |
Mulv |
Mulw |
Muly |
Mulz
Die Liste der Biografien führt alle Personen auf, die in der deutschsprachigen Wikipedia einen Artikel haben. Dieses ist eine Teilliste mit 13 Einträgen von Personen, deren Namen mit den Buchstaben „Mulc“ beginnt.

## Mulc

### Mulca
- Mulcahy, Anne M. (* 1952), US-amerikanische Managerin
- Mulcahy, Jacinta, britische Schauspielerin und Opernsängerin
- Mulcahy, Jack (* 1954), US-amerikanischer Schauspieler
- Mulcahy, John (1876–1942), US-amerikanischer Ruderer
- Mulcahy, John Joseph (1922–1994), US-amerikanischer römisch-katholischer Geistlicher, Weihbischof in Boston
- Mulcahy, Michael (* 1960), irischer Politiker
- Mulcahy, Richard (1886–1971), irischer General, Politiker der Fine Gael und mehrfach MinisterRichard Mulcahy (1886–1971)

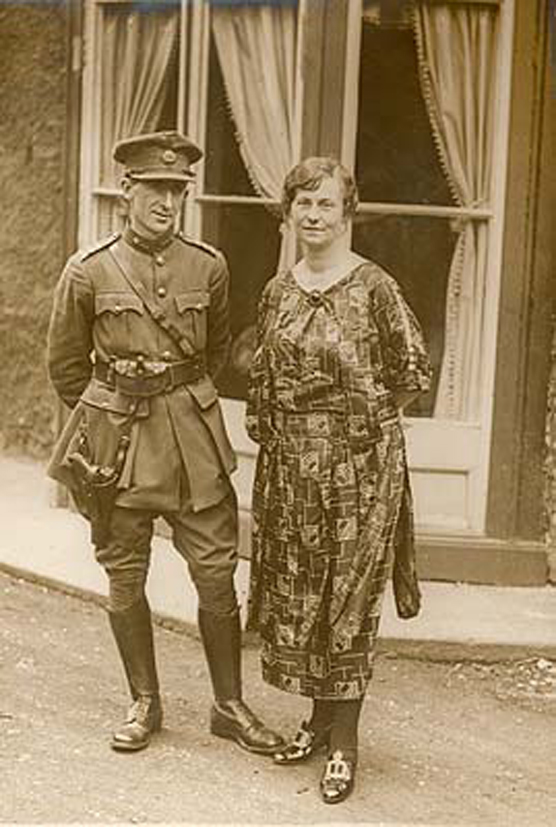
Richard Mulcahy (1886–1971)

- Mulcahy, Russell (* 1953), australischer Regisseur und Drehbuchautor
- Mulcair, Thomas (* 1954), kanadischer Politiker
- Mulcaster, William Howe (1786–1837), britischer Marineoffizier

### Mulch
- Mulch, Lothar (* 1961), deutscher Angestellter und Politiker (AfD)
- Mulch, Rudolf (1907–1989), deutscher Linguist, Dialektologe und Lexikograf

### Mulco
- Mulconery, Walt (1932–2001), US-amerikanischer Filmeditor